# Phygadeuon subtilis
Phygadeuon subtilis är en stekelart som beskrevs av Johann Ludwig Christian Gravenhorst 1829. Phygadeuon subtilis ingår i släktet Phygadeuon och familjen brokparasitsteklar. Arten är reproducerande i Sverige. Inga underarter finns listade i Catalogue of Life.